# Simon Adingra
Simon Adingra (Abidjan, 1º gennaio 2002) è un calciatore ivoriano, attaccante del Sunderland e della nazionale ivoriana, con la quale ha vinto la Coppa d'Africa nel 2024.

## Caratteristiche tecniche
Predilige un ruolo sugli esterni giocando principalmente come ala destra per sfruttare la sua velocità, agilità e bravura nei dribbling.

## Carriera

### Club

#### Nordsjælland
Muove i primi passi in patria nella Right to Dream Academy. Nel gennaio 2020 si trasferisce in Europa, firmando con i danesi del Nordsjælland. Nel gennaio 2021 viene promosso in prima squadra e il 18 aprile successivo debutta nell'incontro di Superligaen pareggiato per 2-2 contro il Copenaghen, subentrando al minuto 68' a Ivan Mesík e realizzando la rete del definitivo 2-2.

#### Union Saint-Gilloise
Il 24 giugno 2022 viene acquistato dal Brighton, che il 4 luglio successivo lo cede in prestito per una stagione ai belgi dell'Union Saint-Gilloise.

#### Brighton
Rientra dal prestito in Belgio trovando Roberto De Zerbi che gli dà fiducia e minutaggio, viene ripagato con ottime prestazioni come ala destra. Il 18 febbraio 2024 segna una doppietta nella travolgente vittoria del suo Brighton in trasferta per 0-5 contro lo Sheffield United, sale così a quota sei goal in Premier League.

#### Sunderland
Il 10 luglio 2025 passa al Sunderland per circa 21 milioni di sterline.

### Nazionale
Nel marzo 2023 viene convocato per la prima volta in nazionale maggiore. Il 17 novembre dello stesso anno realizza la sua prima rete per la selezione ivoriana nel successo per 9-0 contro le Seychelles.
Convocato per la Coppa d'Africa 2023, va a segno nei quarti di finale nel successo per 2-1 contro il Mali. In finale fornisce gli assist per entrambi i gol della sua squadra nel successo per 2-1 contro la Nigeria, contribuendo così al successo della sua squadra; al contempo viene eletto come migliore giovane del torneo.

## Statistiche

### Presenze e reti nei club
Statistiche aggiornate al 17 novembre 2024.
| Stagione        | Squadra              | Campionato      | Campionato | Campionato | Coppe nazionali | Coppe nazionali | Coppe nazionali | Coppe continentali | Coppe continentali | Coppe continentali | Altre coppe | Altre coppe | Altre coppe | Totale | Totale |
| Stagione        | Squadra              | Comp            | Pres       | Reti       | Comp            | Pres            | Reti            | Comp               | Pres               | Reti               | Comp        | Pres        | Reti        | Pres   | Reti   |
| --------------- | -------------------- | --------------- | ---------- | ---------- | --------------- | --------------- | --------------- | ------------------ | ------------------ | ------------------ | ----------- | ----------- | ----------- | ------ | ------ |
| gen.-giu. 2021  | Nordsjælland         | SL              | 0+7        | 0+2        | CD              | -               | -               |                    | -                  | -                  |             | -           | -           | 7      | 2      |
| 2021-2022       | Nordsjælland         | SL              | 21+10      | 6+3        | CD              | 2               | 1               |                    | -                  | -                  |             | -           | -           | 33     | 10     |
| 2022-2023       | Union Saint-Gilloise | D1              | 30+6       | 11+1       | CB              | 4               | 3               | UEL+UEL            | 2+9                | 0                  | -           | -           | -           | 51     | 15     |
| 2023-2024       | Brighton             | PL              | 31         | 6          | FACup+CdL       | 1+0             | 0               | UEL                | 8                  | 1                  | -           | -           | -           | 40     | 7      |
| 2024-2025       | Brighton             | PL              | 7          | 1          | FACup+CdL       | 0+3             | 0+3             |                    | -                  | -                  |             | -           | -           | 10     | 4      |
| Totale Brighton | Totale Brighton      | Totale Brighton | 38         | 7          |                 | 4               | 3               |                    | 8                  | 1                  |             | -           | -           | 50     | 11     |
| Totale carriera | Totale carriera      | Totale carriera | 112        | 29         |                 | 10              | 7               |                    | 19                 | 2                  |             | -           | -           | 141    | 38     |

### Cronologia presenze e reti in nazionale
| Cronologia completa delle presenze e delle reti in nazionale ― Costa d'Avorio | Cronologia completa delle presenze e delle reti in nazionale ― Costa d'Avorio | Cronologia completa delle presenze e delle reti in nazionale ― Costa d'Avorio | Cronologia completa delle presenze e delle reti in nazionale ― Costa d'Avorio | Cronologia completa delle presenze e delle reti in nazionale ― Costa d'Avorio | Cronologia completa delle presenze e delle reti in nazionale ― Costa d'Avorio | Cronologia completa delle presenze e delle reti in nazionale ― Costa d'Avorio | Cronologia completa delle presenze e delle reti in nazionale ― Costa d'Avorio |
| Data                                                                          | Città                                                                         | In casa                                                                       | Risultato                                                                     | Ospiti                                                                        | Competizione                                                                  | Reti                                                                          | Note                                                                          |
| ----------------------------------------------------------------------------- | ----------------------------------------------------------------------------- | ----------------------------------------------------------------------------- | ----------------------------------------------------------------------------- | ----------------------------------------------------------------------------- | ----------------------------------------------------------------------------- | ----------------------------------------------------------------------------- | ----------------------------------------------------------------------------- |
| 17-6-2023                                                                     | Ndola                                                                         | Zambia                                                                        | 3 – 0                                                                         | Costa d'Avorio                                                                | Qual. Coppa d'Africa 2023                                                     | -                                                                             | 46’                                                                           |
| 9-9-2023                                                                      | San-Pédro                                                                     | Costa d'Avorio                                                                | 1 – 0                                                                         | Lesotho                                                                       | Qual. Coppa d'Africa 2023                                                     | -                                                                             | 39’ 79’                                                                       |
| 14-10-2023                                                                    | Abidjan                                                                       | Costa d'Avorio                                                                | 1 – 1                                                                         | Marocco                                                                       | Amichevole                                                                    | -                                                                             | 66’                                                                           |
| 17-11-2023                                                                    | Abidjan                                                                       | Costa d'Avorio                                                                | 9 – 0                                                                         | Seychelles                                                                    | Qual. Mondiali 2026                                                           | 1                                                                             | 84’                                                                           |
| 20-11-2023                                                                    | Dar es Salaam                                                                 | Gambia                                                                        | 0 – 2                                                                         | Costa d'Avorio                                                                | Qual. Mondiali 2026                                                           | -                                                                             | 38’ 66’                                                                       |
| 22-1-2024                                                                     | Abidjan                                                                       | Guinea Equatoriale                                                            | 4 – 0                                                                         | Costa d'Avorio                                                                | Coppa d'Africa 2023 - 1º turno                                                | -                                                                             | 84’                                                                           |
| 29-1-2024                                                                     | Yamoussoukro                                                                  | Senegal                                                                       | 1 – 1 dts (4 – 5 dtr)                                                         | Costa d'Avorio                                                                | Coppa d'Africa 2023 - Ottavi di finale                                        | -                                                                             | 64’                                                                           |
| 3-2-2024                                                                      | Bouaké                                                                        | Mali                                                                          | 1 – 2 dts                                                                     | Costa d'Avorio                                                                | Coppa d'Africa 2023 - Quarti di finale                                        | 1                                                                             | 86’                                                                           |
| 7-2-2024                                                                      | Abidjan                                                                       | Costa d'Avorio                                                                | 1 – 0                                                                         | RD del Congo                                                                  | Coppa d'Africa 2023 - Semifinale                                              | -                                                                             | 80’                                                                           |
| 11-2-2024                                                                     | Abidjan                                                                       | Nigeria                                                                       | 1 – 2                                                                         | Costa d'Avorio                                                                | Coppa d'Africa 2023 - Finale                                                  | -                                                                             |                                                                               |
| 23-3-2024                                                                     | Amiens                                                                        | Costa d'Avorio                                                                | 2 – 2                                                                         | Benin                                                                         | Amichevole                                                                    | -                                                                             | 63’                                                                           |
| 26-3-2024                                                                     | Lens                                                                          | Costa d'Avorio                                                                | 2 – 1                                                                         | Uruguay                                                                       | Amichevole                                                                    | -                                                                             | 63’                                                                           |
| 7-6-2024                                                                      | Korhogo                                                                       | Costa d'Avorio                                                                | 1 – 0                                                                         | Gabon                                                                         | Qual. Mondiali 2026                                                           | -                                                                             | 66’                                                                           |
| 11-6-2024                                                                     | Lilongwe                                                                      | Kenya                                                                         | 0 – 0                                                                         | Costa d'Avorio                                                                | Qual. Mondiali 2026                                                           | -                                                                             | 88’                                                                           |
| 6-9-2024                                                                      | Bouaké                                                                        | Costa d'Avorio                                                                | 2 – 0                                                                         | Zambia                                                                        | Qual. Coppa d'Africa 2025                                                     | -                                                                             | 86’                                                                           |
| 10-9-2024                                                                     | Yaoundé                                                                       | Ciad                                                                          | 0 – 2                                                                         | Costa d'Avorio                                                                | Qual. Coppa d'Africa 2025                                                     | -                                                                             | 75’                                                                           |
| 15-11-2024                                                                    | Ndola                                                                         | Zambia                                                                        | 1 – 0                                                                         | Costa d'Avorio                                                                | Qual. Coppa d'Africa 2025                                                     | -                                                                             | 46’                                                                           |
| 19-11-2024                                                                    | Abidjan                                                                       | Costa d'Avorio                                                                | 4 – 0                                                                         | Ciad                                                                          | Qual. Coppa d'Africa 2025                                                     | 1                                                                             | 72’                                                                           |
| 21-3-2025                                                                     | Meknes                                                                        | Burundi                                                                       | 0 – 1                                                                         | Costa d'Avorio                                                                | Qual. Mondiali 2026                                                           | -                                                                             | 65’                                                                           |
| 24-3-2025                                                                     | Abidjan                                                                       | Costa d'Avorio                                                                | 1 – 0                                                                         | Gambia                                                                        | Qual. Mondiali 2026                                                           | -                                                                             | 68’                                                                           |
| 7-6-2025                                                                      | Toronto                                                                       | Nuova Zelanda                                                                 | 1 – 0                                                                         | Costa d'Avorio                                                                | Amichevole                                                                    | -                                                                             | 53’                                                                           |
| 10-6-2025                                                                     | Toronto                                                                       | Canada                                                                        | 0 – 0 (4 – 5 dtr)                                                             | Costa d'Avorio                                                                | Amichevole                                                                    | -                                                                             | 90’                                                                           |
| Totale                                                                        |                                                                               | Presenze                                                                      | 22                                                                            |                                                                               | Reti                                                                          | 3                                                                             |                                                                               |

## Palmarès

### Nazionale
- Coppa d'Africa: 1

Costa d'Avorio 2023